# Péter Módos
Péter Módos (n. 17 decembrie 1987, Szigetvár, Baranya, Ungaria) este un luptător ce a reprezentat Ungaria, medaliat olimpic. A participat la o ediție a Jocurilor Olimpice (2012) în care a câștigat o medalie de bronz.

## Participări
Lista de mai jos prezintă principalele competiții la care a participat Péter Módos de-a lungul carierei.
- wrestling at the 2012 Summer Olympics – men's Greco-Roman 55 kg[*]